# Puerta de Toledo (Ciudad Real)
La puerta de Toledo es una puerta fortificada de la ciudad española de Ciudad Real.

## Descripción

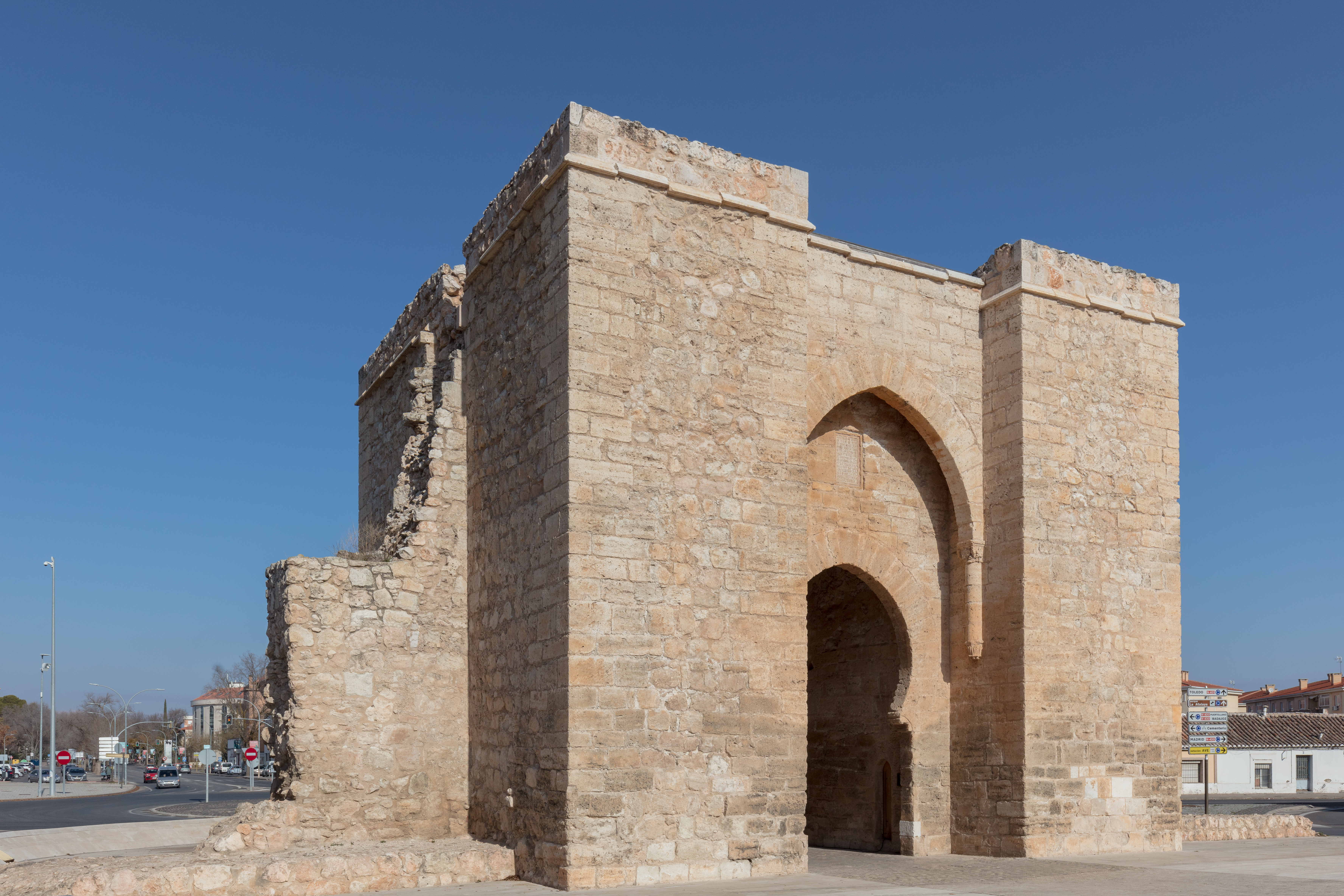
Vista de la puerta

Se encuentra en la ciudad castellanomanchega de Ciudad Real, capital de la provincia homónima. La estructura formó parte de las murallas de la ciudad y cuenta con una pareja de arco de herradura y arco ojival en cada una de sus fachadas. Habría sido construida en tiempos del rey Alfonso X, aunque otras voces postergan la conclusión de la obra al reinado de Alfonso XI.
Fue declarada monumento nacional el 4 de febrero de 1915 por Alfonso XIII, mediante una real orden publicada el día 17 de ese mismo mes en la Gaceta de Madrid con la rúbrica de Saturnino Esteban Collantes, director general de Bellas Artes.
En la actualidad cuenta con el estatus de Bien de Interés Cultural.